# نيوتون بلسمويل (باكينجهامشير)
نيوتون بلسمويل (بالإنجليزية: Newton Blossomville)‏ هي قرية وأبرشية مدنية تقع في المملكة المتحدة في إنجلترا. يقدر عدد سكانها بـ 329 نسمة .